# Michail Fjodorowitsch Nesturch
Michail Fjodorowitsch Nesturch (russisch Михаи́л Фёдорович Не́стурх; * 11. Februarjul. / 23. Februar 1895greg. in Pskow, Russisches Kaiserreich; † 1979 in Moskau) war ein sowjetischer Anthropologe, Primatenforscher und Autor.

## Leben
Michail Nesturchs Eltern, Fjodor Pawlowitsch Nesturch und Marija Emiljewna Termen, waren jüdischer Herkunft. Der Vater ging dem Beruf eines Architekten nach. Nach dem Umzug der Familie nach Odessa im Jahr 1900 kam der junge Michail auf ein Gymnasium. Nach seinem Abschluss studierte er im Fachbereich Mathematik und Physik an der Imperatorski-Noworossiski-Universität (heute: Nationale I. I. Metschnikow Universität) zu Odessa. Seinen Abschluss hatte er im Jahr 1916.
Im gleichen Jahr wurde Nesturch in die Armee einberufen, wo er Artillerie-Kurse durchlief. Nach dem Ersten Weltkrieg wurde er zum Leutnant der Artillerie ernannt und arbeitete anschließend als Dozent für politische Bildung für das Provinzmilitärkommissariat in Odessa.
In den frühen 1920er-Jahren verlegte Michail Nesturch seinen Wohnsitz von Odessa nach Moskau und absolvierte ein Studium der Anthropologie an der Moskauer Staatsuniversität.
Ab 1928 arbeitete er in Forschungsinstituten für Anthropologie. Nesturchs Hauptwerke beschäftigen sich mit der Ökonomie, der Systematik und der Paläontologie von Primaten, mit der Abstammung des Menschen und der Entstehung menschlicher „Rassen“. Er war, wie die meisten sowjetischen Anthropologen zu  damaliger Zeit, ein Verfechter des „Monogenismus“, das heißt, er nahm an, dass die heutige Menschheit mit allen ihren „Rassen“ den Neandertaler zum Vorfahren habe. Die Typengruppen des anatomisch modernen Menschen (Homo sapiens) teilte Nesturch in drei „Hauptrassen“ ein: Negrid-Australide, Europide und Mongolide. Diesen „Hauptrassen“ wurden zusätzlich Varianten (Phänotypen) zugeschrieben, beispielsweise den Europiden mehrere südeuropide Typengruppen (indo-pamirisch, vorderasiatisch, mediterran-balkanisch) sowie mehrere nordeuropide Typengruppen (atlanto-baltisch, Weißmeer-baltisch). Als Kontakttypen zu den anderen „Hauptressen“ sah er bei den Europäern die sogenannte osteuropäische und Atlanto-Schwarzmeer-Rasse.
1962 wurde er zum Doktor für biologische Wissenschaften promoviert, 1967 wurde er zum Professor ernannt.

## Publikationen
- Человек и его предки, М., 1934; (dt. Der Mensch und seine Vorfahren)
- Человеческие расы, М., 1965; (dt. Menschenrassen)
- Происхождение человека, М., 1970; (dt. Die Abstammung des Menschen)
- Приматология и антропогенез, М., 1960. (dt. Primatologie und Anthropogenese)

In deutscher Sprache sind erschienen:
- Anthropologie, Michail F. Nesturch von G. Fischer, Urania-Verlag (1954)
- Menschenrassen, M.F. Nesturch und C. H. Ludwig von Urania (1. Januar 1960)
- Die Abstammung des Menschen, Michail F. Nesturch von Leipzig / Jena / Berlin: Urania-Verlag, (1961)

| Personendaten    | Personendaten                                         |
| ---------------- | ----------------------------------------------------- |
| NAME             | Nesturch, Michail Fjodorowitsch                       |
| ALTERNATIVNAMEN  | Нестурх, Михаил Фёдорович (russisch)                  |
| KURZBESCHREIBUNG | sowjetischer Anthropologe, Primatenforscher und Autor |
| GEBURTSDATUM     | 23. Februar 1895                                      |
| GEBURTSORT       | Pskow                                                 |
| STERBEDATUM      | 1979                                                  |
| STERBEORT        | Moskau                                                |